# Saxifraga oettingenii
Saxifraga oettingenii là một loài thực vật có hoa trong họ Saxifragaceae. Loài này được Galushko & G. Kudrjaschova miêu tả khoa học đầu tiên.